# Шерман Барруа, Джанин
Джанин Шерман Барруа (англ. Janine Sherman Barrois) — американская телевизионная сценаристка и продюсер. Она начала свою карьеру в качестве сценариста комедийных сериалов South Central и The Jamie Foxx Show, а в 2000 году присоединилась к драме NBC «Третья смена», в качестве периодического сценариста и позже одного из соисполнительных продюсеров. С 2005 по 2009 год она работала исполнительным продюсером «Скорая помощь», а также номинировалась на Гуманитарную премию за сценарий к одному из эпизодов в 2006 году.
В 2010 году, Шерман Барруа заняла пост исполнительного продюсера сериала CBS «Мыслить как преступник», производства ABC Studios, с которой она в 2013 году заключила длительную сделку по разработке новых шоу. Её первым проектом стал сценарий медицинского триллера Cold Blood для ABC.